# Eurymelessa moruyana
Eurymelessa moruyana är en insektsart som beskrevs av William Lucas Distant 1917. Eurymelessa moruyana ingår i släktet Eurymelessa och familjen dvärgstritar. Inga underarter finns listade i Catalogue of Life.